# Amanda Reid
Amanda Reid (12 de novembro de 1996) é uma nadadora e ciclista paralímpica australiana. É aluna bolsista do Instituto de Esporte da Nova Gales do Sul desde 2016.
Amanda representou a Austrália na natação dos Jogos Paralímpicos de Verão de 2012 em Londres. Já nas Paralimpíadas da Rio 2016, competiu no ciclismo em pista e conquistou a medalha de prata no contrarrelógio da C1–3. Obteve o ouro na mesma prova em Tóquio 2020.